# CONOMi

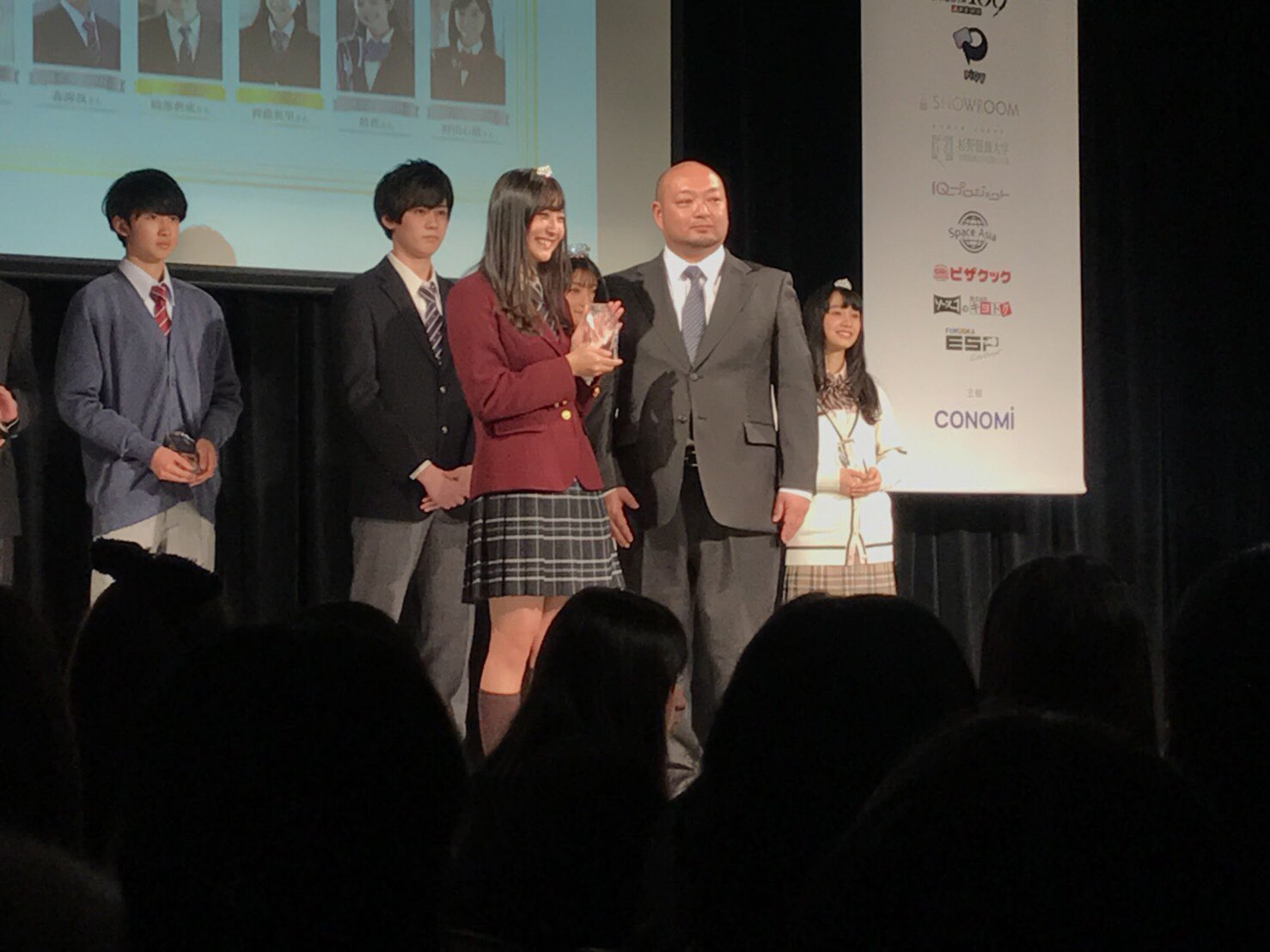
CONOMi主催・企画・運営「日本制服アワード」

CONOMi（コノミ）は、日本のファッションブランド。1991年設立。制服販売、インターネット通販も行っている。本社は新潟県、東京都原宿店、香港店を含む7店舗に展開をしている。

## 概要
商品の特徴は、アイテムのシルエットやカラーバリエーションが豊富。中国ではアリババグループが運営するオンラインショッピングモールTmallにもオフィシャルショップを出店している。海外から日本の女子高生の制服に「カワイイ(kawaii)」「マンガの世界がある」と好感を持たれることが多い。2011年にはパリで開催されたJAPAN EXPOにてファッションショーを開催した。
2014年より"日本一制服が似合う男女を決めるコンテスト"として『日本制服アワード』を運営している。

## 所在地
- 本社：新潟県妙高市柳井田町3-2-5[6]
- 原宿オフィス：東京都渋谷区千駄ヶ谷3-4-8 プリマハウス原宿201号室[6]

## 販売店

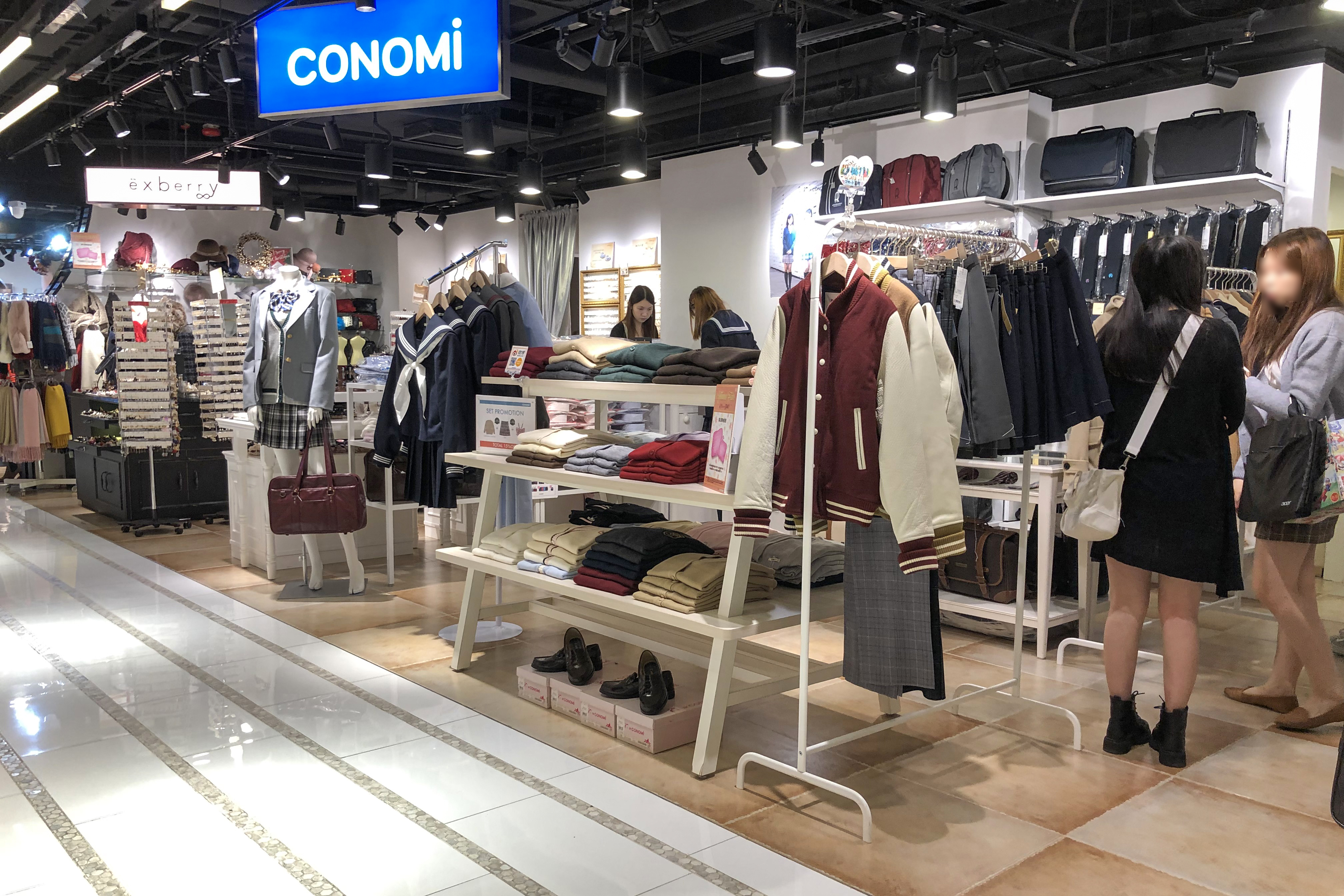
CONOMi香港店

- 原宿店（東京都渋谷区神宮前1-19-2 ミノワビル 1F）[6]
- 大阪梅田 HEP FIVE店（大阪府大阪市北区角田町5-15 HEP FIVE 6F）[6]
- 上越アコーレ店（新潟県上越市富岡3458 上越ショッピングセンターアコーレ 2F）[6]
- 長野店"CONOMi STAGE"（長野県長野市北石堂町1429-1 アゲイン 2F）[6]
- モルティ郡山店（福島県郡山市駅前二丁目11-1 ビッグアイ 3F）[6]
- 新潟新井店（新潟県妙高市柳井田町3-2-5）[6]
- SHIBUYA109 HONGKONG店（九龍尖沙咀海港城港威商場三階3002號舗）[6]

## 沿革
- 1991年（平成3年） - 株式会社フクイヤ(所在地：大阪市大正区)の支店として婦人衣料品店(現本店）がオープン[6]。
- 2000年（平成12年） - ファッションこのみとなる[6]。
- 2002年（平成14年） - スクールブランド販売開始[6]。
- 2004年（平成16年） - 2店舗目となる婦人衣料品店「さん来夢あらい店」オープン。スクールブランドKURI-ORI,MICHEL KLEIN Scolaire,ROCO NAILS販売開始[6]。
- 2006年（平成18年） - スクールブランドBEVERLY HILLS POLO CLUB,ROCO NAILSの商品企画の依頼を受け企画を手掛ける。株式会社このみを創業[6]。
- 2007年（平成19年） - スクールファッションイベント「ブランド制服コレクション2007 in 渋谷」開催[6]。
- 2008年（平成20年） - CONOMi原宿店が竹下通りにオープン。第2回「ブランド制服コレクション2008 in 横浜」開催。CONOMi長野駅ビルMIDORI店を駅ビル内にオープン[6]。
- 2009年（平成21年） - 第3回「ブランド制服コレクション2009 in 池袋サンシャインシティALTA」開催。東京カワイイTVのパリプロジェクトにて日本代表に選抜され、パリにてファッションショーを開催。*イタリア ローマにて開催されるROMICSに出店、制服ファッションショーを開催。タイ・韓国・ロシアでファッションショーを開催。[6]
- 2010年（平成22年） - ARCONOMIブランド発表、発売開始。第4回「ブランド制服コレクション2010」池袋サンシャインシティALTA・新宿ALTA・立川modi・原宿Solado・町田modi・横浜ビブレにて開催[6]。
- 2011年（平成23年） - AneCONOMiブランド立ち上げ、原宿店出店及び発売開始。第5回「ブランド制服コレクション2011」池袋サンシャインシティALTA・横浜ビブレ・新宿マルイワン・マルイジャム渋谷、・丸井吉祥寺・町田マルイ・北千住マルイ・マルイファミリー志木・丸井柏・立川modi・なんばマルイにて開催。パリJAPAN EXPOメインファッションショーとして参加[6]。
- 2012年（平成24年） - 第6回「ブランド制服コレクション2012」を梅田大丸・横浜そごう・千葉そごう・立川modi・横浜ビブレ・丸井吉祥寺・町田マルイ・北千住マルイ・マルイファミリー志木、・国分寺マルイ・マルイファミリー溝口・なんばマルイ、・池袋サンシャインシティALTA・新宿ALTAにて開催[6]。[7]。6月7日縲鰀7月4日瀋陽伊勢丹内にて期間限定店舗開催[6]。
- 2013年（平成25年） - 第7回「ブランド制服コレクション2013」松坂屋上野店・大丸梅田店・池袋サンシャインシティALTA店・千葉そごう店、・マルイシティ横浜店・丸井吉祥寺店・町田マルイ店・北千住マルイ店・国分寺マルイ店にて開催。CONOMi長野駅ビルMIDORI店が「CONOMi長野アゲイン店」移設増床オープン[6]。
- 2014年（平成26年） - 第8回「ブランド制服コレクション2014」大丸梅田店・阿倍野109店・池袋サンシャインシティALTA店・千葉そごう店・横浜そごう店・丸井吉祥寺店にて開催。青山会場・仙台会場・大阪会場の特別催事会場も開催。第1回日本制服アワード開催[5]。CONOMi原宿店が増床オープン[6]。
- 2015年（平成27年） - 第9回「ブランド制服コレクション2015」札幌4丁目プラザ店・仙台さくら野百貨店・SHIBUYA109店・丸井吉祥寺店・池袋サンシャインシティアルタ店・そごう千葉店・そごう横浜店・そごう大宮店・大丸梅田店にて開催。第2回日本制服アワード開催[5]。第1回上海制服アワード開催。関西初CONOMi SHUBUYA109ABENO店を2月28日オープン[6]。
- 2016年（平成28年） - 第10回「ブランド制服コレクション2016」札幌4丁目プラザ店・仙台さくら野百貨店・SHIBUYA109店・109MACHIDA店・東急吉祥寺店・池袋サンシャインシティアルタ店・そごう千葉店・そごう横浜店・そごう大宮店・大丸梅田店・モルティ郡山店にて開催[6]。第3回日本制服アワード開催[5]。
- 2017年（平成29年） - 第4回日本制服アワード開催[5]。
- 2018年（平成30年） - 第5回日本制服アワード開催[5]。
- 2019年（平成31年・令和元年） - 第6回日本制服アワード開催[5]。
- 2020年（令和2年） - 第7回日本制服アワード開催[5]。
- 2021年（令和3年） - 第8回日本制服アワード開催[8]。